# جین لوئیسا کلی
جین لوئیسا کلی (انگلیسی: Jean Louisa Kelly؛ زادهٔ ۹ مارس ۱۹۷۲) یک هنرپیشه، و خواننده اهل ایالات متحده آمریکا است. وی از سال ۱۹۸۹ میلادی تاکنون مشغول فعالیت بوده‌است.

## گزیده فیلمشناسی
از فیلم‌ها یا برنامه‌های تلویزیونی که وی در آن نقش داشته‌است می‌توان به آثار زیر اشاره کرد.
- قطعه موسیقی آقای هولاند (۱۹۹۵)
- چشم، عزیزم (۲۰۰۰–۰۶)
- الی مک‌بل (۲۰۰۱)
- آناتومی گری (مجموعه تلویزیونی) (۲۰۰۶)
- گری مجرد (۲۰۰۸)
- مهره سوخته (۲۰۱۰)
- سی‌اس‌آی: میامی (۲۰۱۱)
- سی‌اس‌آی (۲۰۱۲)